# Gemeine Plumpschrecke
Die Gemeine Plumpschrecke (Isophya kraussii) ist eine Art aus der Unterfamilie der Sichelschrecken (Phaneropterinae).

## Merkmale
Da die Art in Mitteleuropa der einzige Vertreter ihrer Gattung ist, ist sie dort nach den Gattungsmerkmalen bestimmbar. Die Tiere werden 16 bis 26 Millimeter lang, wobei die Weibchen etwas länger sind und einen deutlich plumperen Körperbau haben. Sie haben eine grüne Grundfarbe mit zahlreichen feinen dunklen Punkten, die am Körper verteilt sind. Von den Facettenaugen ausgehend verläuft je eine hellgelbliche Längslinie über den Halsschild und am Flügelrand entlang, der innen im hinteren Abschnitt schmal rotbraun gesäumt ist. Die Flügel sind zu schuppenartigen Lappen reduziert, die Fühler sind etwa eineinhalb mal so lang wie der Körper. Die Cerci der Männchen sind basal schwach, zur Spitze hin so stark gekrümmt, dass die Spitzen aufeinander zeigen. Die Legeröhre (Ovipositor) der Weibchen ist gleichmäßig nach oben gekrümmt und nur am Ende oben wie unten grob gezähnt.
Die Art ist von anderen Arten der Gattung Isophya morphologisch nur schwer unterscheidbar. Die Artdifferenzierung erfolgt vor allem über den unterschiedlichen Paarungsgesang der Männchen. Dem unterschiedlichen Gesang entspricht morphologisch eine unterschiedliche Anzahl von Zähnen auf der gezähnten Ader (Feile genannt), die zur Lauterzeugung bei der Stridulation eingesetzt wird. Bei der Art sind es etwa 260 bis 305 Zähne bei der typischen Unterart, 195 bis 229 bei der Unterart moldavica. Der Gesang ist leise, nur wenige Meter weit hörbar, und erst in der Abenddämmerung, aber nur bei Temperaturen von mehr als 15 °C, zu hören. Er besteht aus einem längeren weichen Ton, in den ein zweiter, kürzerer und härterer, eingelagert ist. Dies klingt etwa wie sich wiederholende „ss-z“. Die Töne liegen zu großen Teilen im Ultraschall-Bereich.

## Vorkommen
Die Art bevorzugt verbuschten Trockenrasen, Waldränder und hoch wachsende, leicht feuchte Wiesen. Sie bevorzugt klar strukturreiche, hochwüchsige, nicht zu trockene Bestände mit hohen Gräsern und Kräutern. In steppenartigen Lebensräumen kann sie nur am Rand von Gehölzen leben. Die höchstgelegenen Fundorte in Süddeutschland erreichen etwa 900 Meter, in Tschechien werden bis zu 1800 Meter erreicht. Die Imagines erscheinen bereits früh im Jahr ab etwa Mitte Juni, den Großteil der Tiere findet man aber ab Juli. Man kann einzelne Weibchen bis in den September hinein beobachten.
Die deutschen Vorkommen liegen in der Mittelgebirgsregion, vor allem auf der Schwäbischen und Fränkischen Alb, östlich bis zum Mittelrheintal, nördlich bis zum Harz. Die Art fehlt in auffallender Weise fast allen Gebieten südlich der Donau, die meisten alten Angaben von dort sind zweifelhaft, in der Schweiz fehlt sie vollständig. Ein großer Teil ihres Verbreitungsgebiets liegt in Deutschland. Außerhalb Deutschlands kommt sie vor im Osten Österreichs (Niederösterreich und Burgenland), in Teilen der Tschechischen Republik (mit wenigen Einzelfunden bis ins südliche Polen), West- und Nord-Ungarn, dem Osten der Slowakei und vereinzelt im Norden Kroatiens. Die östlichsten Funde aus dem Nordosten Rumäniens (und vermutlich auch Einzelfunde aus Moldawien und möglicherweise zweifelhafte ältere Funde im Westen der Ukraine) werden der Unterart moldavica zugerechnet.

## Lebensweise
Die Tiere ernähren sich phytophag von weichen und saftigen Pflanzen. Während der ein bis zwei Minuten andauernden Paarung stellt das Männchen eine sehr große Spermatophore her, deren Gallerthülle das Weibchen mehrere Stunden lang frisst, damit die Spermien in seine Geschlechtsöffnung eintreten können. Die Weibchen legen ihre Eier in kleinen Grüppchen in den Boden.

## Taxonomie und Systematik
Die Gattung Isophya umfasst etwa 45 europäische Arten und gehört damit zu den artenreichsten europäischen Laubheuschrecken-Gattungen. Die mitteleuropäischen Vertreter der Gattung Isophya wurden viele Jahrzehnte lang der Art Isophya pyrenaea (Serville, 1839) zugeordnet, bis Klaus-Gerhard Heller 1988, vergleichend nochmals mit Kollegen im Jahr 2004, zeigte, dass sie nicht zu dieser aus Südwesteuropa beschriebenen Art gehören können. Es gelang ihnen, vor allem nach bioakustischen (d. h. Gesangs-) Merkmalen zahlreiche neue Arten zu unterscheiden, die vorher verkannt worden waren. Für die mitteleuropäischen Tiere setzten sie den alten Namen Isophya kraussii, der bis dahin als Synonym angesehen worden war, wieder als gültigen Namen ein. Heute wird neben der Nominatform eine weitere Unterart unterschieden.
- Isophya kraussii moldavica Iorgu & Heller, 2013. Unterscheidet sich vor allem im Gesang der Männchen. Beschrieben aus der Moldauregion, Rumänien.

## Referenzen
- Heiko Bellmann: Der Kosmos Heuschreckenführer. Die Arten Mitteleuropas sicher bestimmen. Franckh-Kosmos Verlags-GmbH & Co KG, Stuttgart 2006, ISBN 3-440-10447-8.
- Jürgen Fischer, Daniela Steinlechner, Andreas Zehm, Dominik Poniatowski, Thomas Fartmann, Armin Beckmann, Christian Stettmer: Die Heuschrecken Deutschlands und Nordtirols. Quelle & Meyer Verlag, Wiebelsheim 2016. ISBN 978-3-494-01670-2.
- Ionuț Ștefan Iorgu, Klaus-Gerhard Heller: The bush-cricket Isophya kraussii (Orthoptera: Phaneropteridae): bioacoustics, distribution and description of a new subspecies from Romania. In: Zootaxa 3640 (2), 2013, S. 258–269.
- Klaus-Gerhard Heller, K. M. Orci, G. Grein, S. Ingrisch: The Isophya species of Central and Western Europe (Orthoptera: Tettigonioidea: Phaneropteridae). In: Tijdschrift voor Entomologie 147 (2), 2004, S. 237–258. doi:10.1163/22119434-900000153